# Girardia hypoglauca
Girardia hypoglauca is een platworm (Platyhelminthes). De worm is tweeslachtig. De soort leeft in of nabij zoet water in Brazilië.
Het geslacht Girardia, waarin de platworm wordt geplaatst, wordt tot de familie Dugesiidae gerekend. De wetenschappelijke naam van de soort werd, als Dugesia hypoglauca, voor het eerst geldig gepubliceerd in 1948 door Marcus.